# مركز الملك سلمان للإغاثة والأعمال الإنسانية
مركز الملك سلمان للإغاثة والأعمال الإنسانية هو مركز سعودي مخصص للأعمال الإغاثية والإنسانية الدولية، تم تأسيسه في 27 رجب 1436 هـ بتوجيه من ملك السعودية سلمان بن عبد العزيز آل سعود. ويقوم بعملية التنسيق مع المنظمات والهيئات العالمية، بهدف تقديم المساعدات للمحتاجين حول العالم. نفذ المركز عدداً من البرامج والمبادرات الإنسانية بهدف إيصال المساعدات الإغاثية للمستفيدين منها في العالم. واستفادت أكثر من 55 دولة حول العالم من المساعدات الإنسانية والإغاثية والإنمائية التي يقدمها المركز بالتعاون مع عدد من الشركاء الدوليين والإقليميين. بقيمة إجمالية تجاوزت مليار دولار حيث استفاد منها أكثر من 415 مليون فرد، وفق ما ذكرته وكالة الأنباء السعودية واس.

## أبرز مشروعات الإغاثة العاجلة
يقدم المركز الإغاثة العاجلة للدول المتضررة في مختلف أنحاء العالم، والتي تتطلب أوضاعها التدخل السريع ومد يد العون لها عن طريق خطط ومرتكزات أساسية:
- في 8 مايو 2023 وجه خادم الحرمين الشريفين الملك سلمان بن عبد العزيز، وولي العهد الأمير محمد بن سلمان بن عبد العزيز، مركز الملك سلمان للإغاثة والأعمال الإنسانية، بتقديم مساعدات إنسانية متنوعة للسودان بقيمة 100 مليون دولار، وتنظيم حملة شعبية عبر منصة «ساهم»، لتخفيف آثار الأوضاع التي يمر بها الشعب السوداني.[4][5] ووصلت أول طائرة إغاثية إلى مطار بورتسودان الدولي بجمهورية السودان يوم 9 مايو تحمل مساعدات إغاثية تشتمل على السلال الغذائية والمواد الإيوائية والطبية وتزن 10 أطنان.[6][7]
- تسيير جسر جوي مكون من كافة قطاعات الدولة الطبية والإسعاف والبحث والإنقاذ لإغاثة المنكوبين في جمهورية تركيا وجمهورية سوريا جراء الزلزال العنيف الذي ضرب البلدين في فبراير من العام 2023، وسجل ضحايا في الأرواح تجاوز عددها 10 آلاف قتيل، بخلاف الخسائر المادية الفادحة في البلدين.
- توزيع 300.000 سلة غذائية، على 1.800.000 مستفيد، للمحافظة على استمرار الحياة  بمحافظة تعز.
- تقديم وجبات ساخنة لـ 250.000 مستفيد من العالقين بمنفذ الوديعة.
- توفير مساعدات طبية وغذائية بمقدار 58 طن، لمحافظة تعز عن طريق الإسقاط الجوي.
- تقديم مساعدات غذائية وغير غذائية لمتضرري إعصار تشابالا وميغ في جزيرة سقطرى، استطاع 34.469 شخص الاستفادة منها.
- تهيئة جسر جوي لنقل 15 طائرة محملة بالمساعدات الإغاثية لعدن، تمكن 200.000 شخص الاستفادة منها.
- استطاع برنامج الأغذية العالمية تقديم مساعدات غذائية لجميع محافظات اليمن، مستفيداً منها 10.406.284 شخص.[8]
- توزيع 1,024 صندوق تمر في منطقة العند التابعة لمديرية تبن بمحافظة لحج في اليمن.[9]
- توزيع 1,000 سلة غذائية عاجلة تزن 74 طنًا، للمتضررين من الفيضانات في مدينة بلدوين بإقليم هيران في الصومال، يستفيد منها 36,000 فرد.[10]
- توزيع 1,116 سلة غذائية، تزن 82 طنًا، و584 كيلو غراماً، للنازحين من محافظة صعدة إلى محافظة مأرب في اليمن.[11]
- توزيع 1,700 كرتون تمر في مديرية المكلا بمحافظة حضرموت في اليمن.[12]
- مشروع إعادة تأهيل الأطفال المجندين والمتأثرين بالنزاع المسلح في اليمن،[13] وبدأ المشروع مـن محافظـة مأرب في سبتمبر 2017م، ويهدف لتأهيل الأطفال المجندين والمتأثرين في النزاع المسلح وإعادتهم إلى حياتهم الطبيعية وتقـديم الدعم الاجتماعي لهم، وكذلك إلحاقهم بالمدارس ومتابعتهم، إضافة إلى تأهيلهم نفسياً واجتماعياً، توعية أولياء أمور الأطفال بمخاطر التجنيد من خلال إقامة دورات توعوية وتثقيفية والتعريف بالقوانين التي تجرم تجنيد الأطفال.[14]
- وفي شهر يونيو 2018م المركز المشروع السعودي لنزع الألغام في اليمن (مسام)، ومن أبرز أهداف المشروع: تطهير المناطق اليمنية من الألغام الأرضية، والتصدي لتهديدات الألغام، ومعالجة المآسي الإنسانية الناتجة عن انتشار الألغام. وقد بلغ مجموع الألغام التي ساعد المشروع في نزعها في اليوم 118,541 حتى شهر ديسمبر 2019.[15] وفي 14 يوليو 2024 مدّد مركز الملك سلمان للإغاثة والأعمال الإنسانية عقد تنفيذ مشروع "مسام" بمبلغ 35,998,500 دولار.[16]
- مشروع المساعدات المقدمة للزائرين في المملكة، وقد ساعد هذا المشروع في تقديم منح دراسية لمساعدة عدد من السوريين واليمنيين في التعليم العالي، وتزويد عدد من السوريين واليمنيين بتصاريح تأشيرة للبقاء داخل المملكة العربية السعودية، وتقديم الخدمات الصحية للسوريين واليمنيين في المستشفيات الحكومية من قبل وزارة الصحة.[17]
- مشروع «لست وحدك» لحماية أسر الأيتام في اليمن، حيث قام المركز بتسليم السلال الغذائية لشهر يوليو 2019م لأسر 420 يتيمًا ويتيمة من أيتام محافظات مأرب وصنعاء والبيضاء والجوف والساحل الغربي، ضمن برنامج لست وحدك لحماية أسر الأيتام في اليمن.[18]
- مشروع تحسين سبل العيش وتعزيز قدرة المجتمعات على الصمود من خلال تنفيذ برامج التدريب الاقتصادي للمرأة المعيلة في محافظة تعز اليمنية.[19][20]
- دعم لقطاع غزة بمبلغ 15 مليون دولار. في شهر نوفمبر 2023 و ذلك ضمن المرحلة الأولى من خطة وكالة الأمم المتحدة لإغاثة وتشغيل لاجئي فلسطين (الأونروا).[21]
- دعم لقطاع غزة بطائرة ثامنة من المساعدات الإنسانية في شهر نوفمبر 2023 وتحمل الطائرة على متنها 3 سيارات إسعاف.[22]
- وصلت الطائرة الإغاثية السعودية العاشرة في 18 نوفمبر لنقلها إلى الفلسطينيين في قطاع غزة[23]
- توقيع اتفاقيات في نوفمبر2023 لإغاثة الفلسطينيين في قطاع غزة بقيمة إجمالية 150 مليون ريال سعودي (نحو 40 مليون دولار).[24]
- دعم لقطاع غزة بالطائرة الـ 17 في 24 نوفمبر 2023 وتحمل الطائرة سيارات إسعاف وأجهزة طبية.[25]
- دعم لقطاع غزة إدخال 11 شاحنة في 25 نوفمبر2023 تضم مساعدات غذائية وطبية إلى غزة، مؤكداً وصول الطائرة رقم 19 ضمن الجسر الجوي.[26]
- دعم لقطاع غزة تسيير سفينة ثالثة في 1 ديسمبر2023 تحمل على متنها 300 حاوية كبيرة تشتمل على مواد ومستلزمات طبية لسد احتياج المستشفيات.[27]
- دعم لقطاع غزة حيث وصلت الباخرة الثالثة تحمل 1246 طناً من المساعدات في 7 ديسمبر 2023 إلى ميناء بورسعيد المصري.[28]
- دعم للشعب الأوكراني تم إرسال الطائرة الـ15 التي تحمل على متنها 70 طنًا من المواد الإغاثية في مارس 2024.[29]
- دعم منظمة الأونروا في مارس 2024 بمبلع 40 مليون دولار لإغاثة غزة.[30]
- دعم غذائي للمتضررين في قطاع غزة في 2 إبريل 2024 بقيمة إجمالية تبلغ 5 ملايين دولار يستفيد منها نحو 377.855 فرداً من النازحين الفلسطينيين.[31]
- توقيع اتفاقية تعاون مشترك مع برنامج الغذاء العالمي في 4 ابريل 2024 من أجل تقديم الدعم الغذائي للمتضررين في جمهورية أوكرانيا بقيمة إجمالية تبلغ 10 ملايين دولار أميركي.[32]
- وصول الطائرة الإغاثية السعودية رقم 20 في 9 أبريل 2024 التي يسيرها مركز الملك سلمان للإغاثة تمهيدًا لدخولها عبر الحدود البولندية إلى أوكرانيا وتحمل على متنها أجهزة كهربائية بوزن إجمالي يبلغ 50 طنًا.[33]
- وصول الطائرة رقم 45 لمطار العريش في 13 أبريل 2024 دعماً للمتضررين من الشعب الفلسطيني داخل قطاع غزة.[34]
- وفي 23 مايو 2024 تقديم دعم لعمليات الإنزال الجوي الأردني لإغاثة قطاع غزة، حيث سلّم المركز "تجهيزات وأدوات إلى الهيئة الخيرية الأردنية الهاشمية لدعم ومساندة الجهود الإنسانية المبذولة لإيصال المساعدات إلى غزة للتخفيف من حدة وتفاقم الأوضاع الإنسانية".[35][36]
- وفي 25 مايو 2024 وقّع مركز الملك سلمان للإغاثة والأعمال الإنسانية مع منظمة الصحة العالمية على دعم بقيمة تتجاوز الـ 19 مليون دولار لصالح سوريا واليمن والسودان وذلك ضمن 5 برامج تنفيذية صحية.[37]
- وفي 27 مايو 2024 تم انطلاق سفينتان إغاثيتان من ميناء جدة تحمل مساعدات للشعب السوداني والفلسطيني.[38]
- وفي 4 يوليو 2024 دشّن مركز الملك سلمان للإغاثة والأعمال الإنسانية حزمة من المشاريع الإنسانية لدعم اللاجئين السوريين والفلسطينيين في الأردن، من خلال اتفاقية تعاون مشترك مع برنامج الأغذية العالمي لتنفيذ المرحلة الرابعة لدعم الأمن الغذائي للاجئين السوريين في مخيمات اللجوء بالأردن بمبلغ 12,800.000 دولار، إذ يستفيد منها شهريًا 50 ألف فرد يشكلون 65% من سكان مخيم الزعتري.[39]
- وفي 11 يوليو 2024 وقع مركز الملك سلمان للإغاثة والأعمال الإنسانية، مع مكتب الأمم المتحدة لتنسيق الشؤون الإنسانية (الأوتشا) مذكرة دعم مالي بقيمة 9 ملايين دولار، لدعم صندوق التمويل الإنساني في اليمن.[40]
- في 31 يوليو 2024 كشف الدكتور عبدالله الربيعة، المشرف العام على مركز الملك سلمان للإغاثة والأعمال الإنسانية، أن السعودية قدمت أكثر من 130 مليارًا و34 مليون دولار، في إطار مساعدات إنسانية وإغاثية في الفترة بين 1996 - 2024م، استفادت منها 170 دولة حول العالم.[41]
- وفي 4 أغسطس 2024 كشف مركز الملك سلمان للإغاثة والأعمال الإنسانية عن أنه نفذ حتى الآن 698 مشروعاً تطوعياً في 45 دولة في تخصصات صحية مختلفة.[42]
- في 4 أغسطس أعلن المركز أنه وزع في اليمن نحو 2.123 سلة غذائية في مديريتي الخوخة وحيس في محافظة الحديدة استفاد منها 14.861 فرداً، ووزع نحو 1.411 سلة غذائية للأسر الأكثر احتياجًا في مديريتي حديبو وقلنسية بمحافظة أرخبيل سقطرى ا استفاد منها 8.466 فردًاضمن مشروع توزيع المساعدات الغذائية في اليمن للعام 2024م، كما وزع حقائب إيوائية وخيام للأسر الأكثر احتياجا في مديرية العبر بمحافظة حضرموت، استفاد منها 21 فردا بواقع 3 أسرضمن مشروع الإيواء الطارئ في اليمن.[43]
- وفي 4 أغسطس وزع المركز 900 سلة غذائية للأسر الأكثر احتياجًا والنازحة في ولاية القضارف بالسودان، استفاد منها 4.420 فردا، وذلك ضمن المرحلة الثانية من مشروع دعم الأمن الغذائي في السودان.[43]
- -إنشاء مركزين لصناعة الأطراف في محافظتي مأرب وعدن:

وهي تستهدف المصابين ببتر الأطراف، خلال الأعوام (2017-2018-2019)، وبلغ عدد المستفيدين من زراعة الأطراف 1,839 مستفيدًا.
- الحملة الصحية في مدينة دكا في جمهورية بنجلاديش
في مارس 2024 صرّح الفريق الطبي لبرنامج إبصار السعودية التطوعي التابع لـ"مركز الملك سلمان للإغاثة والأعمال الإنسانية"، بقيامه بحملة طبية في مدينة دكا في جمهورية بنجلاديش على 30.195 طالباً وطالبة في 52 مدرسة في مختلف المناطق في بنجلادش للتأكد من سلامة الأبصار لديهم وتقديم الخدمات الوقائية لصحة العيون، حيث حوّل الفريق الطبي 1.193 طالبا وطالبة للمستشفيات؛ استعدادا لتقديم الخدمات الطبية اللازمة للعلاج.
برنامج حياة التطوعي السعودي لمنكوبي الزلازل في سوريا وتركيا
نجح الفريق الطبي السعودي التطوعي لجراحة الأنف والأذن والحنجرة وزراعة القوقعة من مركز الملك سلمان للإغاثة والأعمال الإنسانية بالفترة من 21 وحتى 29 أبريل 2024م بالكشف على 638 فرداً تضرروا بالزلزال في سوريا وتركيا ، وإجراء 30 عملية جراحية في تخصص زراعة القوقعة تكللت كلها بالنجاح، بالإضافة إلى 10 جراحات أخرى للأنف والأذن والحنجرة، وتوزيع 130 سماعة، والمتابعة والبرامج التأهيلية لما بعد العمليات.
- دعم المبادرة العالمية للقضاء على شلل الأطفال
وفي 1 مايو 2024 أعلن مركز الملك سلمان للإغاثة والأعمال الإنسانية تقديم أكثر من 600 مليون دولار لحماية 370 مليون طفل سنوياً من مرض شلل الأطفال وانتشال الملايين من حالة الفقر في 33 دولة عضوًا في البنك الإسلامي للتنمية. حيث صرّح بيل غيتس في مقابلة خاصة لـ"العربية.نت" أن السعودية خصصت 500 مليون دولار للقضاء على مرض شلل الأطفال وإن أكبر المانحين للقضاء على شلل الأطفال مؤسستنا وأميركا والآن السعودية.
برنامج سمع السعودي لزراعة القوقعة والتأهيل السمعي
وفي 2 يوليو 2024 أعلن مركز الملك سلمان للإغاثة والأعمال الإنسانية عن إطلاق أكبر حدث إنساني تطوعي لزراعة القوقعة والتأهيل السمعي حول العالم برنامج سمع السعودي لزراعة القوقعة والتأهيل السمعي والمكون من (24) برنامجًا تستهدف (940) مستفيدًا من الشعبين السوري والتركي في ولاية غازي عينتاب بتركيا.
مشروع نور السعودية التطوعي لمكافحة العمى والأمراض المسببة له
في 29 يوليو 2024 قام مركز الملك سلمان للإغاثة والأعمال الإنسانية بإطلاق مشروع نور السعودي التطوعي لمكافحة العمى والأمراض المسببة له في الفترة الممتدة من 15 يوليو وحتى 15 سبتمبر 2024م في محليات بورتسودان وعطبرة والدمازين وكسلا في دولة السودان، حيث أجرى المشروع منذ بداية انطلاقته 73 عملية ليزر، و34عملية للشبكية 37 عملية حقن للشبكية و14 عملية جراحية لإزالة الماء الأزرق.

## منصة المساعدات السعودية التابعة للمركز
منصة أُنشئت وفق المعايير الدولية للتسجيل والتوثيق المعتمدة لدى لجنة المساعدات الإنمائية لمنظمة التعاون الاقتصادي والتنمية  DAC-OECD، ومنصة التتبع المالي للأمم المتحدة UNFTS، ومبادئ الشفافية الدولية (IATI).
وتعنى هذه المنصة بتسجيل المشاريع والمساهمات الإنسانية والتنموية والخيرية التي يقدمها مركز الملك سلمان للإغاثة والأعمال الإنسانية النقدية والعينية، والتي تقدم على هيئة منح تشجيعاً لدفع عجلة التنمية.
صنفت الجهات السعودية المانحة تلك المساعدات على ثلاث مراحل:
- المرحلة الأولى: تشمل المساعدات والمساهمات المقدمة من عام 2007م وحتى 2018م.
- المرحلة الثانية: تشمل المساعدات والمساهمات المقدمة من عام 1996م وحتى 2018م.
- المرحلة الثالثة: تشمل بقية المساعدات منذ تأسيس المملكة وحتى عام 2018م.

## الدول المستفيدة
فيما يلي جدول يوضح الدول المستفيدة من مساعدات مركز الملك سلمان للإغاثة والأعمال الإنسانية منذ إنشائه في شهر مايو عام 2015م:
| اليمن        | Yemen        |
| موريتانيا    | Mauritania   |
| طاجيكستان    | Tajikistan   |
| العراق       | Iraq         |
| البانيا      | Albania      |
| الصومال      | Somalia      |
| قيرغيزستان   | Kyrgyzstan   |
| فلسطين       | Palestine    |
| اثيوبيا      | Ethiopia     |
| السودان      | Sudan        |
| بوركينا فاسو | Burkina Faso |
| سوريا        | Syria        |
| تركيا        | Turki        |
| ميانمار      | Myanmar      |
| أفغانستان    | Afghanistan  |
| زامبيا       | Zambia       |
| كازاخستان    | Kazakhstan   |
| ارتيريا      | Eritrea      |
| جيبوتي       | Djibouti     |
| بنغلاديش     | Bangladesh   |
| باكستان      | Pakistan     |
| الفلبين      | Philippines  |
| الكاميرون    | Cameroon     |
| بنين         | Benin        |
| الأردن       | Jordan       |
| سيرلانكا     | Sri Lanka    |
| السنغال      | Senegal      |
| تنزانيا      | Tanzania     |
| زنجبار       | Zanzibar     |
| النيجر       | Niger        |

## إحصائيات المشاريع (المنفذة/قيد التنفيذ)
إحصائيات 30 نوفمبر 2018 .
| قطاع المشروع               | عدد المشاريع | إجمالي المبالغ (دولار أمريكي) | عدد الشركاء |
| الأمن الغذائي              | 167          | 537,856,644                   |             |
| الصحة                      | 145          | 471,122,577                   |             |
| التعافي المبكر             | 31           | 160,276,571                   |             |
| قطاعات متعددة              | 25           | 112,583,242                   |             |
| المياه والإصحاح البيئي     | 25           | 126,938,242                   |             |
| الإيواء                    | 28           | 120,240,821                   |             |
| دعم العمليات الإنسانية     | 24           | 223,174,878                   |             |
| الحماية                    | 15           | 50,728,920                    |             |
| الخدمات اللوجستية          | 8            | 42,848,883                    |             |
| التعليم                    | 18           | 77,738,631                    |             |
| التغذية                    | 5            | 40,299,515                    |             |
| الاتصالات في حالات الطوارئ | 1            | 16,000,000                    |             |
|                            | 492          | 1,979,808,924                 | 125         |

إحصائيات 30 يونيو 2025 .
| قطاعات المشاريع               | عدد المشاريع | إجمالي المبالغ ($) |
| الأمن الغذائي والزراعي        | 997          | 2,196,378,491      |
| الصحة                         | 1571         | 2,110,268,503      |
| دعم وتنسيق العمليات الإنسانية | 59           | 979,577,357        |
| الإيواء والمواد غير الغذائية  | 249          | 634,807,968        |
| متعدد القطاعات                | 149          | 626,720,187        |
| الأمن والحماية                | 92           | 378,732,495        |
| المياه والإصحاح البيئي        | 112          | 311,080,654        |
| التعافي المبكر                | 90           | 250,950,677        |
| التعليم                       | 143          | 245,989,426        |
| التغذية                       | 29           | 192,182,980        |
| الخدمات اللوجستيه             | 19           | 65,900,730         |
| الأعمال الخيرية               | 55           | 23,005,738         |
| الإتصالات في حالات الطوارئ    | 1            | 16,000,000         |

## اليوم العالمي للعمل الإنساني
في عام 2021م رسخت المملكة مكانتها العالمية وحضورها القوي في العمل الإنساني والتطوعي وتقديم المساعدات الإنسانية على مستوى العالم، التي تتضح عبر ما تقدمه من برامج إغاثية مالية ومادية بسواعد وطنية في مناطق الكوارث والحروب والصراعات، من خلال ذراعها الإنساني مركز الملك سلمان للإغاثة والأعمال الإنسانية الذي يمثل قيمة إنسانية وإغاثية في العالم أجمع. يأتي اليوم العالمي للعمل الإنساني الذي تحتفي به المملكة ضمن دول العالم الذي يوافق التاسع عشر من أغسطس، للوقوف مع أبطال العمل الإنساني من المتطوعين والعاملين في هذا القطاع، ونشر ثقافة حقوق الإنسان بمختلف المجالات وتوعية الشباب وتحفيزهم للمشاركة في الأعمال الإغاثية الإنسانية بمهنية واحترافية عالية وفق المعايير المعتمدة بهذا الشأن.
حيث جاء تدشين مركز الملك سلمان للإغاثة والأعمال الإنسانية، ليكون مركزاً دولياً رائداً لإغاثة المجتمعات التي تُعاني من الكوارث بهدف مساعدتها ورفع معاناتها لتعيش حياة كريمة، ويكون مظلة للأعمال الإنسانية والإغاثية الخارجية للمملكة، والجهة الوحيدة المخولة باستلام أي تبرعات إغاثيه أو خيرية أو إنسانية، سواءً كان مصدرها حكومياً أو أهلياً، لإيصالها إلى محتاجيها في الخارج وفقاً للأنظمة.

## الشركاء الدوليين والإقليميين[56]
- برنامج الأغذية العالمي.
- المفوضية السامية للأمم المتحدة لشؤون اللاجئين.
- منظمة الأمم المتحدة للطفولة (يونيسيف).
- منظمة الصحة العالمية.
- اللجنة الدولية للصليب الأحمر.
- مكتب الأمم المتحدة لتنسيق الشؤون الإنسانية.
- منظمة الأغذية والزراعة (فاو).
- منظمة البحوث والتّنمية الزّراعية السّاحلية .
- منظمة الهجرة الدولية.
- الهيئة الطبية الدولية في المملكة المتحدة.
- صندوق الأمم المتحدة للسكان.
- برنامج الأمم المتحدة الإنمائي.
- الاتحاد الدولي لجمعيات الصليب الأحمر والهلال الأحمر.
- مؤسسة يماني للتنمية والأعمال الإنسانية
- مفوضية الأمم المتحدة السامية لحقوق الإنسان.
- الوكالة الأمريكية للتنمية الدولية.
- وزارة التنمية الدولية البريطانية.